# Імені Поліни Осипенко
імені Полі́ни Осипе́нко (рос. имени Полины Осипенко) — село, центр району імені Поліни Осипенко Хабаровського краю, Росія. Адміністративний центр та єдиний населений пункт сільського поселення імені Поліни Осипенко севернее озера Линза 

## Населення
Населення — 2252 особи (2010; 2554 у 2002).
Національний склад (станом на 2002 рік):
- росіяни — 91 % чорних нема